# K. d. lang
Kathryn Dawn LangOC (Edmonton, Alberta, 2 de Novembro de 1961) é uma cantora canadense vencedora de vários Grammy Awards. Embora tenha tido considerável êxito ao longo da sua carreira com temas como "Constant Craving" ou "Miss Chatelaine", foi o dueto com Roy Orbison, "Crying", que tornou a sua voz conhecida mundialmente.

## Biografia
Em 1983 Lang forma o grupo-tributo a Patsy Cline, The Re-Clines, do qual é vocalista. O álbum de 1984 Truly Western Experience tem boa aceitação do público canadense e faz com que k. d. seja considerada "Vocalista Feminina Mais Promissora" nos Juno Awards.
O ano de 1987 foi marcado por Crying, tema cantado por Lang e Roy Orbison e que fez parte da trilha sonora do filme Hiding Out.
No início dos anos 90, k. d. lang assumiu-se lésbica numa entrevista à revista "The Advocate", tornando-se desde aí, activista pelos direitos LGBT.
Em 2008, foi anunciado que teria uma estrela no Passeio da Fama canadense, Canada's Walk of Fame.

## Discografia
- 1984 A Truly Western Experience
- 1987 Angel with a Lariat
- 1988 Shadowland
- 1989 Absolute Torch and Twang
- 1992 Ingénue
- 1993 Even Cowgirls Get the Blues
- 1995 All You Can Eat
- 1997 Drag
- 2000 Invincible Summer
- 2002 A Wonderful World (com Tony Bennett)
- 2004 Hymns of the 49th Parallel
- 2008 Watershed

### Compilações e álbuns ao vivo
- 2001 Live by Request
- 2006 Reintarnation

## Prémios
1989
- Grammy Award — Best Country Vocal Collaboration por "Crying" (partilhado com Roy Orbison)

1990
- Grammy Award — Best Female Country Vocal Performance por "Absolute Torch and Twang"

1993
- Grammy Award — Best Female Pop Vocal Performance por "Constant Craving"

2004
- Grammy Award — Best Traditional Pop Vocal Album por A Wonderful World (partilhado com Tony Bennett)